# Udenjordisk liv
 Denne artikel bør gennemlæses af en person med fagkendskab for at sikre den faglige korrekthed.

Udenjordisk liv er defineret, som liv som ikke har oprindelse fra planeten jorden. Eksistensen af sådant liv er teoretisk og alle påstande om udenjordisk liv er indtil videre omstridte. Videnskaben om udenjordisk liv betegnes som astrobiologi eller eksobiologi.
Spørgsmålet om udenjordisk liv kan opdeles:
1. Findes der liv på andre planeter inkl. exoplaneter?
2. Findes der intelligent liv på andre planeter

## Findes der liv på andre planeter?
Man  forventer at flydende vand er en forudsætning for liv. Vand er et simpelt stof, der består af to ganske hyppigt forekommende grundstoffer, brint og ilt, så vandmolekyler eksisterer mange steder i universet. Der kræves blot en passende temperatur og et passende tryk for at opfylde kravet om flydende vand; dette begrænser søgningen til et bælte, “den beboelige zone”, i en bestemt afstand om stjerner, samt evt. andre steder hvor særlige forhold kan give en passende temperatur. Har der eksisteret flydende vand, der har fostret liv, kan extremofile organismer muligvis overleve i særlige nicher på en planet, der ellers mangler vand – dette har man håbet at finde på Mars, men endnu uden held. Man har dog fundet is på Mars, og muligvis også flydende vand under overfladen, derfor er chancen for liv på Mars stadig mulig længere inde i planeten, som f.ex. i lavatunneller.
Andre krav kan muligvis være tilstedeværelse af en atmosfære samt et ikke for højt niveau af kosmisk stråling – hvilket kan udelukke store dele af galakserne, hvor strålingen er for kraftig til at komplekse molekyler kan eksistere.
Mange kemiske molekyler, som kan øge sandsynligheden for udenjordisk liv, er fundet.

## Findes der intelligent liv på andre planeter?
Et af videnskabens store spørgsmål er, om der er intelligent liv andre steder end på Jorden. Da man allerede kender én planet med intelligent liv, stilles der spørgsmålstegn ved hvorfor der ikke skulle være flere. Ifølge dette synspunkt er spørgsmålet snarere, hvor almindeligt eller ualmindeligt det er, end hvorvidt det findes, jævnfør Drakes ligning.
Hvis der er andre end os, som kan tænke og tale, vil det formentlig være umuligt for os at opdage det indenfor en rimelig tid, med mindre de udsender radiobølger, da universet er så stort, at det ville tage årtusinder blot at rejse fysisk ud til de nærmeste stjerner med den nuværende interstellare rejseteknologi. Selv disse signaler, bevæger sig "kun" med lysets hastighed, så reelt er der grænser for hvor stor en del af universet vi kan kommunikere med, selv over perioder på årtier eller århundreder.[kilde mangler]
Man kan med sikkerhed sige, at der er ét sted i galaksen Mælkevejen, nemlig på Jorden, hvor intelligente væsener har udviklet en teknik, der gør dem i stand til at udsende radiosignaler. Det er derfor en mulighed, at en lignende udvikling har fundet sted et andet sted i Mælkevejen eller i de andre galakser i universet.[kilde mangler]
Man kan forsøge at lave beregninger over, hvor stor sandsynligheden er for, at en stjerne i mælkevejen er ligesom solen og at en planet og dens måne er ligesom Jorden og månen, men usikkerhederne er så store, at resultatet ikke giver mening. Fordi ingen stjerne er 100% magen til stjernen solen i alder, størrelse og grundstofsammensætning, og vores viden om dannelsen af planeter er begrænset, er det svært at udtale sig om, hvor meget stjernen kan afvige fra solen og stadig have en jordlignende planet.[kilde mangler]

### Hvordan Jorden udsender radiobølger
De fleste radiokilder på jorden er punktformede, og bliver derfor svagere jo længere man kommer fra dem. Men vi sender også TV-signaler via satellitter for at rette dem mod jorden. Da jorden bevæger sig og satellitten bevæger sig så spredes signalet i en vifte ud i rummet og dem som opfanger signalerne, vil kun høre et halvt bib eller to bib bib. Og tilsvarende vil vi fra jorden kun kunne opfange et halvt bib eller to bib bib, fra et fremmed sted i rummet.
Mennesker søger systematisk efter radiosignaler fra andre steder i universet (f.eks. planeter), der kan indikere intelligent liv. Dette sker bl.a. via det såkaldte SETI-projekt

## Sejlivede rumdyr
Her er nogle dyr som i dvalefase kan tåle at være i rummet:[kilde mangler]
- Bjørnedyr
- Nogle bakterier og mikrober[7][8][9][10][11][12][13][14][15]

- Saltsøkrebs (måske kan de tåle dyb nedfrysning i embryostadiet?)
- Triops, damrokke – kan ligge i udtørret embryofase i mindst 27 år
- Lav (symbiotisk organisme)[16][17][18]

Disse dyr klarer sig bedre i laboratorier i rummet end på jorden:
- Caenorhabditis elegans[19]

## Rumvæsen
Et rumvæsen er et ikkejordisk intelligensvæsen, der formodes at leve på andre planeter andre steder i universet. Der er endnu ikke opnået nogen form for kontakt med disse væsener, men i fiktion (primært science fiction) og populærkultur findes der forskellige bud på, hvordan et rumvæsen ser ud. Alt sammen baseret på fri fantasi og de mange ufo-observationer, som p.t. ikke har kunnet forklares på traditionel vis. Nogle mennesker mener at rumvæsner har besøgt Jorden gennem flere tusinde år.
Det klassiske grå rumvæsen, er et fænomen i ufolitteraturen og konspirationsteorier. De har et stort ballonformet hoved med to store glatte øjne og en grå hudfarve. De er meget tynde og har kun tre-fire fingre eller tæer på hvert lem.
Der er fra tid til anden fundet forskellige skeletter og andre rester af mennesker og menneskelignede væsner, som ifølge diverse konspirationsteorier og/eller spekulative teorier skulle være rester af rumvæsner. Som eksempler herpå er Atacama-humanoiden, Dværgmumien fra Wyoming og fundet af den såkaldte Starchild skull.